# دين ويبر
دين ويبر (بالإنجليزية: Dean Weber)‏ هو عالم حاسوب أمريكي، ولد في 12 أغسطس 1962 في بوفالو في الولايات المتحدة.